# Paolo Sammarco
Paolo Sammarco (Como, 17 marzo 1983) è un allenatore di calcio ed ex calciatore italiano di ruolo centrocampista, tecnico della formazione Primavera del Verona.

## Carriera

### Club

#### Esordi nel calcio professionistico: Milan e prestiti in C
Tira i primi calci nel U.S. Sagnino per poi passare nelle giovanili del Milan. Inizia la carriera alla Viterbese, in Serie C1, (2002-2003) per lui 24 partite giocate.
L'anno successivo lo acquista in compartecipazione il ChievoVerona, che lo cede poi in prestito al Prato, in Serie C1, con cui totalizza 30 presenze corredate di un gol.

#### Esordio in Serie A col Chievo
Per la stagione 2004-2005 torna al Chievo, con cui esordisce nella massima serie all'età di 21 anni il 10 novembre 2004 nella vittoria per 1-0 contro l'Atalanta. La sua prima stagione in gialloblu termina con 17 presenze. Rimane in gialloblu anche per le due stagioni successive, esordendo sia in Champions League (contro il CSKA Sofia) sia in Europa League (contro il Braga) nel 2006. Proprio in quell'anno, il 20 dicembre, segna il suo primo gol in massima serie, nel 3-2 interno contro la Reggina.

#### Sampdoria
Il 22 giugno 2007 il Milan lo riscatta dal Chievo, cedendolo in prestito alla Sampdoria. Durante la sua prima stagione in blucerchiato realizza addirittura 5 reti, per cui il 3 giugno 2008, la Sampdoria lo ha riscattato dal Milan per 2,4 milioni di euro.
Nella stagione 2008-2009, sua seconda stagione in blucerchiato, ha realizzato 2 gol, di cui uno solo in campionato contro il Torino. Gioca la prima partita del campionato seguente, il 23 agosto 2009 nella vittoria per 2-1 contro il Catania subentrando all'85º a Tissone.

#### Prestiti a Udinese e Cesena
Il 25 agosto 2009 viene ceduto all'Udinese in prestito con diritto di riscatto della compartecipazione. Durante la stagione si infortuna gravemente al ginocchio destro, e a fine stagione l'Udinese non lo riscatta. Colleziona comunque 30 presenze con i friulani e a fine stagione non viene riscattato.
Fa quindi ritorno alla Sampdoria, dove nella stagione 2010-2011 è ai margini della rosa, collezionando solamente due panchine nel novembre 2010 e una presenza in Europa League contro il Debrecen.
Il 3 gennaio 2011 si trasferisce in prestito al Cesena. Il 20 febbraio 2011 segna la sua prima e unica rete con i romagnoli, nel pareggio per 2-2 contro il Parma e a fine stagione, terminato il prestito, ritorna alla Sampdoria dove svolge il ritiro precampionato. Con i blucerchiati torna a segnare nell'agosto 2011 in Coppa Italia nella vittoria per 3-2 contro l'Alessandria, giocando anche poi la gara contro l'Empoli, persa per 2-1 che sancì l'eliminazione dei blucerchiati dal torneo.

#### Prestito al Chievo e Spezia
Il 24 agosto 2011 viene ceduto in prestito al Chievo in cambio di Simone Bentivoglio, tornando così in Veneto dopo 4 anni. Con i gialloblu sigla 2 reti, contro le due siciliane Catania e Palermo e a fine stagione torna nuovamente ai blucerchiati.
Il 9 agosto 2012 viene ufficializzato il trasferimento a titolo definitivo allo Spezia, squadra appena promossa in Serie B dopo 4 anni. Sceglie la maglia numero 23. Il 28 marzo 2013, in occasione della gara in casa del Crotone vinta per 2-0, mette a segno la sua prima rete con la maglia degli aquilotti. Rimarrà il suo unico gol segnato con la squadra ligure, con cui si vede legato fino al gennaio 2015.

#### Frosinone
Il 21 gennaio 2015 passa al Frosinone. Il 31 maggio 2015, in seguito alla prima storica promozione in Serie A del club giallo-azzurro, diventa cittadino onorario di Frosinone insieme al resto della squadra. Il 28 ottobre seguente segna la rete del definitivo 2-1 contro il Carpi, tornando al gol in Serie A dopo oltre tre anni. Troverà altre 3 volte la via della rete, tuttavia non riuscirà a salvarsi e il club retrocederà in seconda serie dopo appena un anno di permanenza.
Pilastro del centrocampo nella stagione successiva con 42 presenze, si vede eliminata la possibilità di tornare in massima serie nella sconfitta contro il Carpi in semifinale dei playoff, promozione che ottiene l'anno seguente, riportando il Frosinone per la seconda volta in massima serie per la stagione 2018-2019.
In questa stagione gioca con il contagocce, a causa di un infortunio, tornando in campo solamente il 4 febbraio 2019 nella sconfitta per 1-0 interna contro la Lazio. Nonostante ciò il 5 maggio seguente torna a segnare nel pareggio per 2-2 contro il Sassuolo.
Al termine della stagione, svincolandosi, lascia il Frosinone dopo centosedici presenze totali e due promozioni in Serie A con i ciociari.

#### Virtus Verona
Il 16 ottobre 2019 firma un contratto annuale con la Virtus Verona, tornando così per la terza volta nella città scaligera.

#### Arzignano e ritiro
Il 12 agosto 2020 viene acquistato a titolo definitivo dall'Arzignano, in Serie D, firmando un contratto annuale.

### Nazionale
Sammarco ha giocato in tutte le categorie minori della Nazionale italiana di calcio e nel 2005-2006 ha potuto giocare per 9 volte con la Nazionale italiana Under-21.

### Allenatore

#### Gli inizi, Ambrosiana
Terminata la stagione si ritira dal calcio giocato e intraprende la carriera di allenatore venendo ingaggiato come allenatore in seconda dalla formazione veronese dell'Ambrosiana, militante in Serie D. Il 23 Novembre 2021, in seguito alle dimissioni di Giuseppe Pugliese gli viene affidata la guida della prima squadra. Al termine della stagione riesce ad agganciare il playout che perde contro il Delta Porto Tolle e così, dopo la retrocessione nel campionato di Eccellenza, la società comunica che il rapporto di collaborazione si estinguerà alla naturale scadenza del contratto, ovvero il successivo 30 giugno.

#### Hellas Verona
La stagione successiva lo vede tra le file del Verona come tecnico della formazione giovanile Under 18. Nel settembre del 2022 consegue il patentino UEFA A a Coverciano che abilita ad allenare formazioni giovanili e squadre fino alla Lega Pro e consente di essere allenatore in seconda in Serie A e B.
Il 17 ottobre 2022, in seguito alla promozione di Salvatore Bocchetti in prima squadra, viene ufficializzato il suo passaggio alla guida tecnica della formazione Primavera.

## Statistiche

### Presenze e reti nei club
| Stagione         | Squadra          | Campionato       | Campionato | Campionato | Coppe nazionali | Coppe nazionali | Coppe nazionali | Coppe continentali | Coppe continentali | Coppe continentali | Altre coppe | Altre coppe | Altre coppe | Totale | Totale |
| Stagione         | Squadra          | Comp             | Pres       | Reti       | Comp            | Pres            | Reti            | Comp               | Pres               | Reti               | Comp        | Pres        | Reti        | Pres   | Reti   |
| ---------------- | ---------------- | ---------------- | ---------- | ---------- | --------------- | --------------- | --------------- | ------------------ | ------------------ | ------------------ | ----------- | ----------- | ----------- | ------ | ------ |
| 2002-2003        | Viterbese        | C1               | 24         | 0          | CI-C            | 0               | 0               | -                  | -                  | -                  | -           | -           | -           | 24     | 0      |
| 2003-2004        | Prato            | C1               | 30+2       | 1          | CI-C            | 1               | 0               | -                  | -                  | -                  | -           | -           | -           | 33     | 1      |
| 2004-2005        | Chievo           | A                | 15         | 0          | CI              | 2               | 0               | -                  | -                  | -                  | -           | -           | -           | 17     | 0      |
| 2005-2006        | Chievo           | A                | 24         | 0          | CI              | 3               | 0               | -                  | -                  | -                  | -           | -           | -           | 27     | 0      |
| 2006-2007        | Chievo           | A                | 32         | 2          | CI              | 2               | 1               | UCL+CU             | 1+2                | 0                  | -           | -           | -           | 37     | 3      |
| 2007-2008        | Sampdoria        | A                | 30         | 5          | CI              | 1               | 0               | I+CU               | 1+4                | 0                  | -           | -           | -           | 36     | 5      |
| 2008-2009        | Sampdoria        | A                | 34         | 1          | CI              | 4               | 0               | CU                 | 7                  | 1                  | -           | -           | -           | 45     | 2      |
| ago.2009         | Sampdoria        | A                | 1          | 0          | CI              | 0               | 0               | -                  | -                  | -                  | -           | -           | -           | 1      | 0      |
| 2009-2010        | Udinese          | A                | 26         | 0          | CI              | 4               | 0               |                    | -                  | -                  | -           | -           | -           | 30     | 0      |
| 2010-gen. 2011   | Sampdoria        | A                | 0          | 0          | CI              | 0               | 0               | UCL+UEL            | 0+1                | 0                  | -           | -           | -           | 1      | 0      |
| gen.-giu. 2011   | Cesena           | A                | 15         | 1          | CI              | -               | -               | -                  | -                  | -                  | -           | -           | -           | 15     | 1      |
| ago. 2011        | Sampdoria        | B                | -          | -          | CI              | 2               | 1               | -                  | -                  | -                  | -           | -           | -           | 2      | 1      |
| Totale Sampdoria | Totale Sampdoria | Totale Sampdoria | 65         | 6          |                 | 7               | 1               |                    | 13                 | 1                  |             | -           | -           | 85     | 8      |
| ago. 2011-2012   | Chievo           | A                | 28         | 2          | CI              | 2               | 1               | -                  | -                  | -                  | -           | -           | -           | 30     | 3      |
| Totale Chievo    | Totale Chievo    | Totale Chievo    | 99         | 4          |                 | 9               | 2               |                    | 3                  | 0                  |             | -           | -           | 111    | 6      |
| 2012-2013        | Spezia           | B                | 27         | 1          | CI              | 1               | 0               | -                  | -                  | -                  | -           | -           | -           | 28     | 1      |
| 2013-2014        | Spezia           | B                | 29+1       | 0          | CI              | 2               | 0               | -                  | -                  | -                  | -           | -           | -           | 32     | 0      |
| 2014-gen. 2015   | Spezia           | B                | 8          | 0          | CI              | 2               | 0               | -                  | -                  | -                  | -           | -           | -           | 10     | 0      |
| Totale Spezia    | Totale Spezia    | Totale Spezia    | 65         | 1          |                 | 5               | 0               |                    | -                  | -                  |             | -           | -           | 70     | 1      |
| gen.-giu. 2015   | Frosinone        | B                | 13         | 1          | CI              | -               | -               | -                  | -                  | -                  | -           | -           | -           | 13     | 1      |
| 2015-2016        | Frosinone        | A                | 28         | 4          | CI              | 0               | 0               | -                  | -                  | -                  | -           | -           | -           | 28     | 4      |
| 2016-2017        | Frosinone        | B                | 41+1       | 1          | CI              | 2               | 0               | -                  | -                  | -                  | -           | -           | -           | 44     | 1      |
| 2017-2018        | Frosinone        | B                | 18+2       | 1          | CI              | 2               | 0               | -                  | -                  | -                  | -           | -           | -           | 22     | 1      |
| 2018-2019        | Frosinone        | A                | 8          | 1          | CI              | 1               | 0               | -                  | -                  | -                  | -           | -           | -           | 9      | 1      |
| Totale Frosinone | Totale Frosinone | Totale Frosinone | 108+3      | 8          |                 | 5               | 0               |                    | -                  | -                  |             | -           | -           | 116    | 8      |
| ott 2019-2020    | Virtus Verona    | C                | 17         | 0          | CI-C            | 1               | 0               | -                  | -                  | -                  | -           | -           | -           | 18     | 0      |
| 2020-2021        | Arzignano        | D                | 32+2       | 0          | -               | -               | -               | -                  | -                  | -                  | -           | -           | -           | 34     | 0      |
| Totale carriera  | Totale carriera  | Totale carriera  | 488        | 21         |                 | 32              | 3               |                    | 16                 | 1                  |             | -           | -           | 536    | 25     |

### Statistiche da allenatore
Statistiche aggiornate al 30 giugno 2022.
| Stagione        | Squadra         | Campionato      | Campionato | Campionato | Campionato | Campionato | Coppe nazionali | Coppe nazionali | Coppe nazionali | Coppe nazionali | Coppe nazionali | Coppe continentali | Coppe continentali | Coppe continentali | Coppe continentali | Coppe continentali | Altre coppe | Altre coppe | Altre coppe | Altre coppe | Altre coppe | Totale | Totale | Totale | Totale | % Vittorie | Piazzamento       |
| Stagione        | Squadra         | Comp            | G          | V          | N          | P          | Comp            | G               | V               | N               | P               | Comp               | G                  | V                  | N                  | P                  | Comp        | G           | V           | N           | P           | G      | V      | N      | P      | %          | Piazzamento       |
| --------------- | --------------- | --------------- | ---------- | ---------- | ---------- | ---------- | --------------- | --------------- | --------------- | --------------- | --------------- | ------------------ | ------------------ | ------------------ | ------------------ | ------------------ | ----------- | ----------- | ----------- | ----------- | ----------- | ------ | ------ | ------ | ------ | ---------- | ----------------- |
| nov. 2021-2022  | Ambrosiana      | D               | 24+1       | 10         | 7          | 7+1        | CI-D            | -               | -               | -               | -               | -                  | -                  | -                  | -                  | -                  | -           | -           | -           | -           | -           | 25     | 10     | 7      | 8      | 40,00      | Sub., 14º (retr.) |
| Totale carriera | Totale carriera | Totale carriera | 25         | 10         | 7          | 8          |                 | 0               | 0               | 0               | 0               |                    | -                  | -                  | -                  | -                  |             | -           | -           | -           | -           | 25     | 10     | 7      | 8      | 40,00      |                   |

## Palmarès
- Torneo di Viareggio: 1

Milan: 2001